# اقتراح كليفورنيا 12
[بحاجة لمصدر] الاقتراح 12 هو اقتراح اقتراع كاليفورنيا في الإنتخابات العامة لتلك الولاية في 6 نوفمبر 2018. كان الإجراء بهدف منع المعاملة القاسية لحيوانات المزرعة. تم اعتماد الإجراء بالتصويت، 63% نعم إلى 37% لا.
يحدد الإقتراح الحد الأدنى الجديد من المتطلبات التي يجب على المزارعين توفيرها، ومن بينها توفير مساحة أكبر للدجاج المنتج للبيض، تريبية الخنازير، والعجول التي تم تربيتها من أجل اللحم. على أن يتم حظر أعمال كاليفورنيا من بيع البيض أو لحم الخنزيرأو لحم العجل غير المطبوخ في حال عدم مطابقة هذه المعايير.

## ملخص بطاقة الإقتراع
ملخص وزير خارجية كاليفورنيا من الدليل الرسمي لمعلومات الناخبين للمقترح 12 هو الآتي:
"يتم وضع معايير جديدة لحبس حيوانات المزرعة المحددة ؛حظر بيع المنتجات غير المطابقة.

## قانون المبادرة.
يحدد الحد الأدنى من المتطلبات لحصر حيوانات المزرعة. يمنع بيع منتجات اللحوم أو البيض من الحيوانات المحصورة بطريقة غير ملتزمة بالتعليمات.

## الأثر المالي
انخفاض متوقع في إيرادات الضرائب من أعمال المزارع.تكلف الدولة ما يصل إلى 10 ملايين دولار سنويا لفرض الإجراء."